# Ibarrangelu
Ibarrangelu (auch Arteaga, spanisch Ibarranguelua, auch: Elejalde) ist eine Gemeinde (Municipio) in der spanischen Provinz Bizkaia der Autonomen Gemeinschaft Baskenland in der Comarca Busturialdea (Duranguesado). Ibarrangelu hat 680 Einwohner (Stand: 2024), die mehrheitlich baskischsprachig sind, und besteht aus den Ortschaften Arboliz, Akorda, Antzora, Andikone, Durukiz, Elexalde, Gametxo, Gendika, Ibaeta, Bolueta, Iturriotz, Tremoia, Iruskieta, Garteiz, Allike, Ibinaga, Laga, Laida, Lastarri und Merru.

## Lage
Ibarrangelu liegt etwa 30 Kilometer nordöstlich von Bilbao in einer Höhe von ca. 115 m an der Atlantikküste.

## Einwohnerentwicklung
| 1970 | 1981 | 1991 | 2001 | 2011 | 2021 |
| ---- | ---- | ---- | ---- | ---- | ---- |
| 868  | 499  | 521  | 538  | 636  | 670  |

## Sehenswürdigkeiten

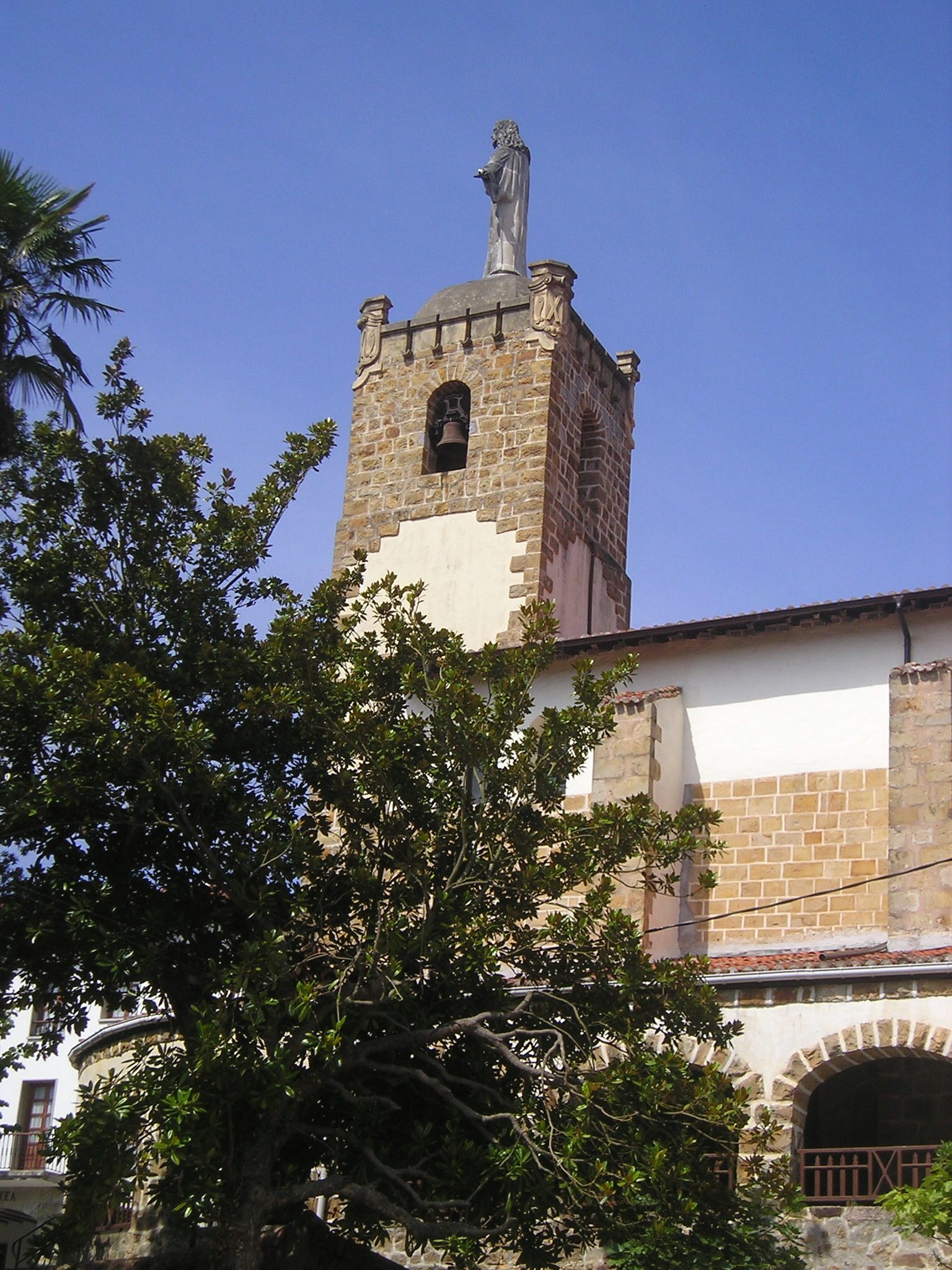
Andreaskirche
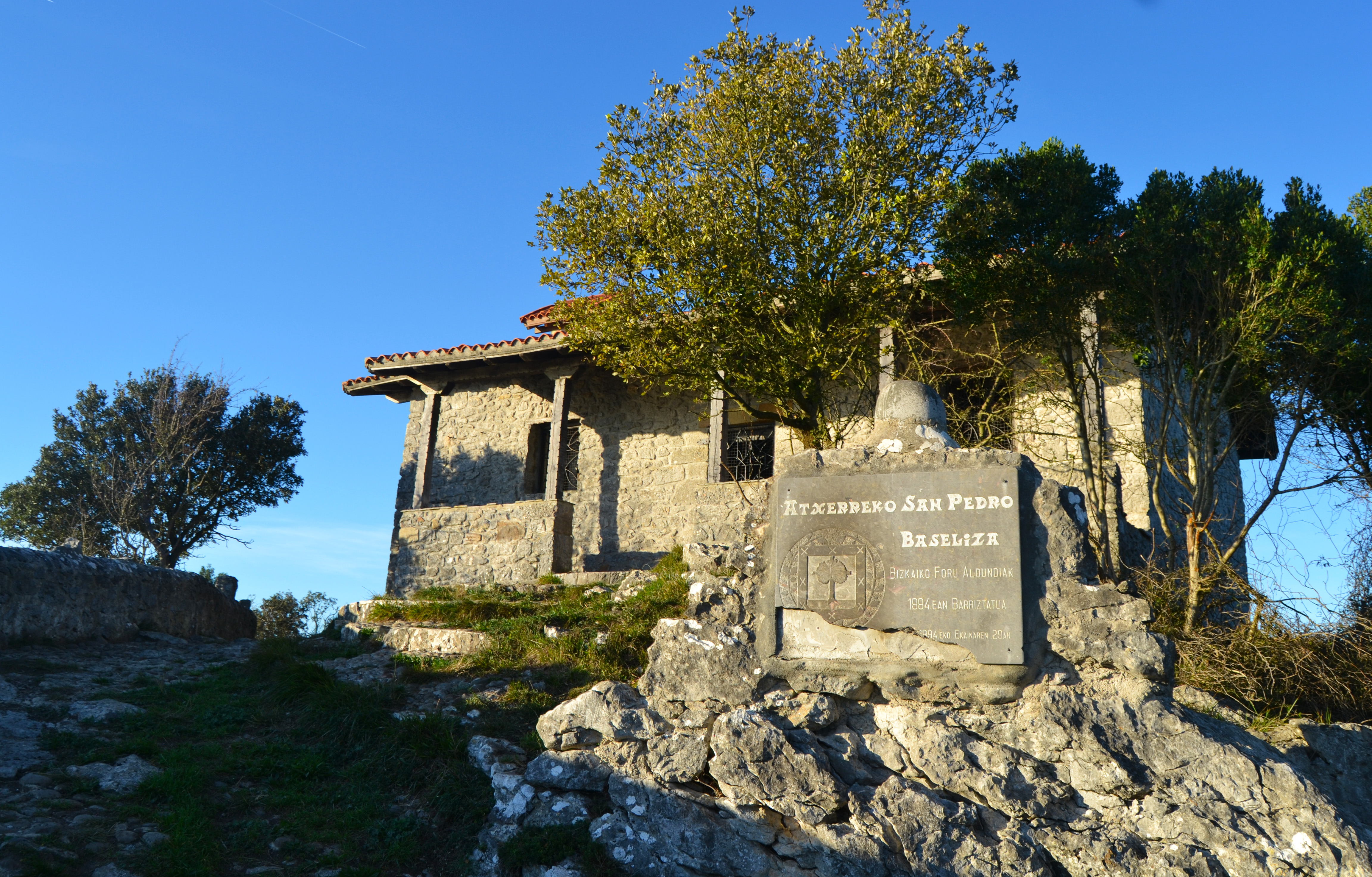
Peterskapelle
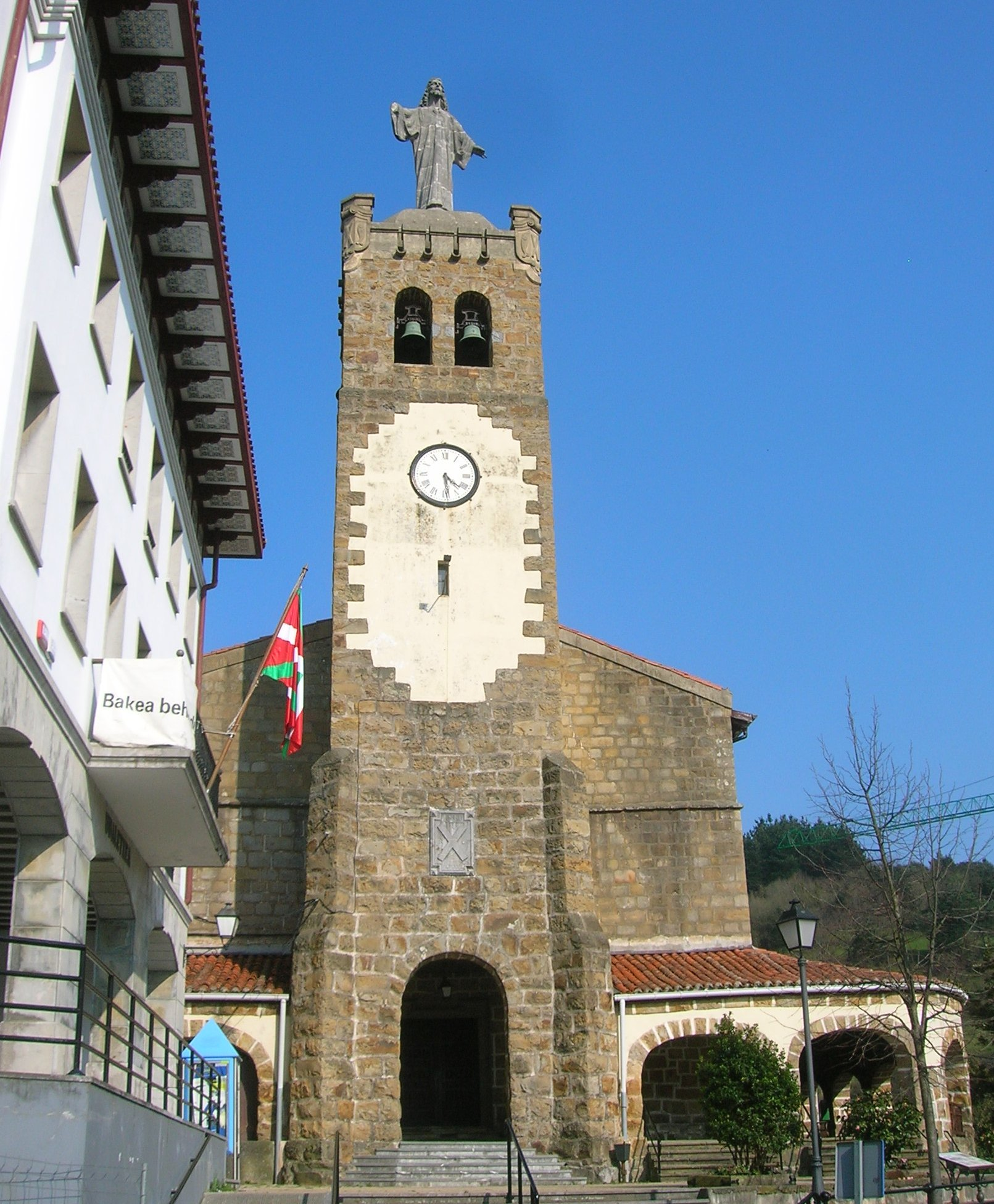
Rathaus

- Andreaskirche
- Peterskapelle
- Rathaus neben der Kirche

## Persönlichkeiten
- Martín de la Ascensión Aguirre (1566/1567–1597), Franziskaner, Missionar und Märtyrer in Japan, Heiliger (seit 1862)
- Marcelino Oreja Elósegui (1894–1934), Unternehmer und Karlist